# 武夷山鳞毛蕨
武夷山鳞毛蕨（学名：Dryopteris wuyishanica）为鳞毛蕨科鳞毛蕨属下的一个种。仅分布在福建。